# Martín Arzuaga
Martín Arzuaga (Becerril, Cesar, 23 de julio de 1981) es un exfutbolista colombiano. Jugaba como delantero, llegó a anotar 195 goles en los 17 años que estuvo activo. Desde el año 2022 es panelista del canal televisivo ESPN.

## Trayectoria

### Inicios
Arzuaga debutó en el año 2000 en el Junior donde solo jugaría un partido. 

### Barranquilla FC
Para la siguiente temporada fue cedido al Barranquilla FC de la Primera B, quien en la temporada 2001 militó bajo el nombre de Atlético Barranquilla allí convertiría 2 goles en 10 partidos con un promedio goleador de 0,20 eso le valió para regresar al Junior a mediados del 2001 donde comenzó a ser distinguido en el FPC.

### Atlético Junior
En 2004, fue campeón con el Junior del Torneo Finalización 2004. En la final contra Atlético Nacional marcó uno de los goles de su equipo en el 5-2 del partido de vuelta y además anotó el gol definitivo en la tanda de penaltis.
Participó con el Junior en la Copa Libertadores 2005, en donde llegarían a instancias de octavos de final siendo eliminados por Boca Juniors de Argentina. En esa competencia marcó uno de los mejores goles de su carrera frente a River Plate.

### Tiburones Rojos
A comienzos de 2006, firmó para los Tiburones Rojos de Veracruz de México, después de ser rechazado por el River Plate quien se había interesado en sus servicios e incluso pagó el 50% de su pase, pero nunca se sumó al plantel del club argentino ya que según River "No aprobó la revisión médica, por una lesión en la rodilla", lo mismo ocurrió con el Santos de Brasil y el Cruz Azul de México. Sin embargo esa lesión no fue impedimento para que su representante Guillermo Lara lo acomodara con los Tiburones Rojos, quienes estuvieron dispuestos a comprarlo a pesar de su lesión y un notable sobrepeso. Lamentablemente su rendimiento no fue el esperado y terminó por fracasar en el club mexicano.
En este club disputó 13 partidos en los que salto a la cancha 7 veces como titular, anotó 3 goles y recibió 3 tarjetas amarillas y una expulsión.

### Godoy Cruz
En 2007 se incorporó a Godoy Cruz para jugar el Torneo Clausura 2007, donde pronto se convirtió en un titular indiscutible. A pesar de ello, el equipo descendió a la Primera "B" Nacional. 

### Rosario Central
Posteriormente jugó en Rosario Central, con el que anotó cinco goles en el Torneo Apertura 2007, incluyendo uno contra Newell's, clásico rival de su equipo, de visitante permitiéndole ganar el Clásico Rosarino por 1-0 en el clásico histórico y recordado por la parcialidad auriazul por la manera en que se desarrolló el juego, tan es así, que hoy en día los hinchas canallas recuerdan a sus rivales ese partido como "En tu cara y en tu cancha con 9", por los 2 jugadores expulsados que sufrió Central, y bautizado ese clásico como el día del "Arzuagazo". En el Torneo Clausura 2008 marcó 5 goles en las 19 fechas disputadas. En la fecha 11, le marcó un gol a River Plate, celebrando besándose la rodilla, en alusión a que el club de Núñez no lo contrató en 2006 debido a una lesión en esa misma rodilla.

### Junior
En la segunda mitad del 2008 volvió al Junior de Barranquilla, club de su debut, para reforzar el equipo junto a otros jugadores como Roberto Carlos Cortés y Oswaldo Mackenzie. Sin embargo, por una maniobra del club Veracruz de México, el cual decía que el jugador aún estaba vinculado al equipo, cosa que desmentía el jugador, por lo que no podía participar activamente del Torneo Colombiano. Arzuaga llevó esta situación ante la FIFA, la cual se pronunció al respecto el día 21 de agosto, señalando que el futbolista es dueño de sus derechos deportivos. Ello hizo que el jugador pueda participar activamente de la Primera A, ya que el Junior lo había inscrito ante la Dimayor, según lo que había informado el presidente de dicho ente, Ramón Jesurum.

### Club Deportivo Universidad de San Martín de Porres
En 2009 fue fichado por la Universidad San Martín del Perú. Es recordado por un triplete a Sporting Cristal. El 28 de agosto de ese año, el colombiano Arzuaga decidió no continuar en la Universidad San Martín para tentar suerte en un club del extranjero.

### Juan Aurich
Sin embargo, cuatro días después firmó por el Juan Aurich, equipo que finalizó la primera parte del campeonato profesional peruano como líder. Sin embargo, el 3 de diciembre de 2009 el club Juan Aurich le rescindió contrato junto con su compatriota José Alcides Moreno. El motivo fue por bajo rendimiento, puesto que vino como refuerzo para la liguilla por sus antecedentes de goleador, sin embargo no anotó ni un solo gol durante su estadía en este club.

### Junior
Luego de tener como objeto el estar en Barranquilla para entrenar junto al Junior, se confirma el 25 de enero de 2010 su regreso —por segunda vez— a este equipo al ser inscrito en la nómina que jugaría la Copa Libertadores. Esto pudo darse ante la partida al fútbol turco del goleador Teófilo Gutiérrez. Tras el fracaso en la Libertadores, marcó 5 anotaciones que contribuyeron para lograr la sexta estrella del Junior de Barranquilla. A comienzos de 2011 fue cedido al Boyacá Chicó, donde juega un año, hasta el fin de su contrato en los primeros días de 2012.

### Uniautonoma FC
En enero de 2012, realizó las prácticas de pretemporada con la Uniautónoma FC, donde se especuló e incluso se dio por confirmado que jugaría. Del jugador cesarense también se dijo que volvería por cuarta vez al equipo de sus amores: Junior de Barranquilla, y prestaría sus servicios totalmente gratis. 

### José Gálvez Foot Ball Club
No obstante, el 6 de febrero fue contratado por José Gálvez, equipo peruano que en el 2011 logró el ascenso a la Primera División. Anotó su primer gol con el Gálvez en la segunda fecha del Campeonato Descentralizado 2012. Arzuaga no anotaba desde el 14 de noviembre de 2010 cuando jugaba por el DIM en un partido válido por el Torneo Finalización de dicho año frente a Millonarios. Hasta noviembre del 2012, marcó 13 goles con el club José Gálvez, que luchaba por un cupo a la Copa Sudamericana 2013. Ese mismo mes, propició una gresca con su compañero de equipo Jersson Vásquez en un partido del descentralizado, algo que los dirigentes no toleraron y lo separaron del equipo.
Unos meses después se lo volvió a relacionar con el Junior, no obstante fue contratado con la Uniautonoma de la segunda división del fútbol colombiano. Al finalizar el primer semestre del 2013 gana el torneo apertura de la Primera B Colombiana con la Uniautonoma derrotando al Unión Magdalena en la final en la definición por penales. Martin quedó como el goleador del torneo imponiendo un récord de 22 goles en los torneos cortos del fútbol profesional colombiano. En total en el primer semestre, entre la copa Colombia y el torneo apertura de la segunda división, convirtió 26 goles en 32 partidos con el club universitario.

### Jaguares FC
En febrero de 2015 se suma al recientemente ascendido Jaguares de Córdoba de la ciudad de Montería.
Por problemas de dinero los dirigentes de Jaguares de Córdoba, deciden no renovarle el contrato.

## Selección nacional
Jugador de la Selección Colombia en el Torneo Preolímpico Sudamericano Sub-23 de 2004 y las eliminatorias al Mundial Alemania 2006. 

### Goles internacionales
| # | Fecha              | Lugar                                    | Rival   | Gol | Resultado | Competición                |
| - | ------------------ | ---------------------------------------- | ------- | --- | --------- | -------------------------- |
| 1 | 8 de junio de 2005 | Metropolitano Roberto Meléndez, Colombia | Ecuador | 3-0 | 3-0       | Clasificación Mundial 2006 |

### Participaciones enCopa Confederaciones
| Torneo                    | Sede    | Resultado    | PJ                           | GA | Asis |
| ------------------------- | ------- | ------------ | ---------------------------- | -- | ---- |
| Copa Confederaciones 2003 | Francia | Cuarto lugar | 0 (5 partidos como suplente) | 0  | 0    |

### Participaciones enCopas Oro
| Torneo        | Sede           | Resultado   | PJ | GA | Asis |
| ------------- | -------------- | ----------- | -- | -- | ---- |
| Copa Oro 2005 | Estados Unidos | Semifinales | 5  | 0  | 0    |

### Participaciones enEliminatorias al Mundial
| Eliminatoria                           | Sede del Mundial | Posición      | Resultado | PJ | GA | Asis |
| -------------------------------------- | ---------------- | ------------- | --------- | -- | -- | ---- |
| Eliminatorias Mundial de Alemania 2006 | Alemania         | 6°lugar 24pts | Eliminado | 4  | 1  | 0    |

## Clubes
| Club                   | País      | Año       |
| ---------------------- | --------- | --------- |
| Junior                 | Colombia  | 2000      |
| Atlético Barranquilla  | Colombia  | 2001      |
| Junior                 | Colombia  | 2001-2005 |
| Cruz Azul              | México    | 2005      |
| Tiburones de Veracruz  | México    | 2006      |
| Godoy Cruz             | Argentina | 2007      |
| Rosario Central        | Argentina | 2007-2008 |
| Junior                 | Colombia  | 2008      |
| Universidad San Martín | Perú      | 2009      |
| Juan Aurich            | Perú      | 2009      |
| Junior                 | Colombia  | 2010      |
| Independiente Medellín | Colombia  | 2010-2011 |
| Boyacá Chicó           | Colombia  | 2011      |
| José Gálvez            | Perú      | 2012      |
| Uniautónoma            | Colombia  | 2013      |
| América de Cali        | Colombia  | 2013      |
| Junior                 | Colombia  | 2014      |
| Uniautónoma            | Colombia  | 2014      |
| Jaguares de Córdoba    | Colombia  | 2015      |
| Alianza Petrolera      | Colombia  | 2015      |
| Real Cartagena         | Colombia  | 2016      |
| Valledupar F. C.       | Colombia  | 2017      |

## Estadísticas

### Clubes
| Club                                 | Div.          | Temporada     | Liga  | Liga  | Copa Nacional | Copa Nacional | Copa Internacional | Copa Internacional | Total | Total |
| Club                                 | Div.          | Temporada     | Part. | Goles | Part.         | Goles         | Part.              | Goles              | Part. | Goles |
| ------------------------------------ | ------------- | ------------- | ----- | ----- | ------------- | ------------- | ------------------ | ------------------ | ----- | ----- |
| Junior · Colombia                    | 1.ª           | 2000          | 1     | 0     | —             | —             | —                  | —                  | 1     | 0     |
| Junior · Colombia                    | 1.ª           | F-2001        | 11    | 4     | —             | —             | —                  | —                  | 11    | 4     |
| Junior · Colombia                    | 1.ª           | 2002          | 37    | 9     | —             | —             | —                  | —                  | 37    | 9     |
| Junior · Colombia                    | 1.ª           | 2003          | 43    | 16    | —             | —             | —                  | —                  | 43    | 16    |
| Junior · Colombia                    | 1.ª           | 2004          | 26    | 8     | —             | —             | 3                  | 2                  | 29    | 10    |
| Junior · Colombia                    | 1.ª           | 2005          | 32    | 10    | —             | —             | 10                 | 6                  | 42    | 16    |
| Junior · Colombia                    | 1.ª           | F-2008        | 11    | 2     | 0             | 0             | —                  | —                  | 11    | 2     |
| Junior · Colombia                    | 1.ª           | A-2010        | 17    | 5     | 4             | 3             | 2                  | 1                  | 23    | 9     |
| Junior · Colombia                    | 1.ª           | A-2014        | 16    | 5     | 0             | 0             | —                  | —                  | 16    | 5     |
| Junior · Colombia                    | Total club    | Total club    | 194   | 59    | 4             | 3             | 15                 | 9                  | 213   | 71    |
| Atlético Barranquilla · Colombia     | 2.ª           | A-2001        | 10    | 2     | —             | —             | —                  | —                  | 10    | 2     |
| Atlético Barranquilla · Colombia     | Total club    | Total club    | 10    | 2     | 0             | 0             | 0                  | 0                  | 10    | 2     |
| Tiburones Rojos de Veracruz · México | 1.ª           | 2006          | 15    | 3     | —             | —             | —                  | —                  | 15    | 3     |
| Tiburones Rojos de Veracruz · México | Total club    | Total club    | 15    | 3     | 0             | 0             | 0                  | 0                  | 15    | 3     |
| Godoy Cruz Argentina                 | 1.ª           | 2007          | 18    | 6     | —             | —             | —                  | —                  | 18    | 6     |
| Godoy Cruz Argentina                 | Total club    | Total club    | 18    | 6     | 0             | 0             | 0                  | 0                  | 18    | 6     |
| Rosario Central Argentina            | 1.ª           | 2007-08       | 27    | 7     | —             | —             | —                  | —                  | 27    | 7     |
| Rosario Central Argentina            | Total club    | Total club    | 27    | 7     | 0             | 0             | 0                  | 0                  | 27    | 7     |
| Universidad San Martín · Perú        | 1.ª           | A-2009        | 20    | 12    | —             | —             | 8                  | 3                  | 28    | 15    |
| Universidad San Martín · Perú        | Total club    | Total club    | 20    | 12    | 0             | 0             | 8                  | 3                  | 28    | 15    |
| Club Juan Aurich · Perú              | 1.ª           | F-2009        | 11    | 0     | —             | —             | —                  | —                  | 11    | 0     |
| Club Juan Aurich · Perú              | Total club    | Total club    | 11    | 0     | 0             | 0             | 0                  | 0                  | 11    | 0     |
| Independiente Medellín · Colombia    | 1.ª           | F-2010        | 14    | 4     | —             | —             | —                  | —                  | 14    | 4     |
| Independiente Medellín · Colombia    | 1.ª           | A-2011        | 1     | 0     | 1             | 0             | —                  | —                  | 2     | 0     |
| Independiente Medellín · Colombia    | Total club    | Total club    | 15    | 4     | 1             | 0             | 0                  | 0                  | 16    | 4     |
| Boyacá Chicó · Colombia              | 1.ª           | F-2011        | 2     | 0     | 2             | 0             | —                  | —                  | 4     | 0     |
| Boyacá Chicó · Colombia              | Total club    | Total club    | 2     | 0     | 2             | 0             | 0                  | 0                  | 4     | 0     |
| José Gálvez FBC · Perú               | 1.ª           | 2012          | 29    | 13    | —             | —             | —                  | —                  | 29    | 13    |
| José Gálvez FBC · Perú               | Total club    | Total club    | 29    | 13    | 0             | 0             | 0                  | 0                  | 29    | 13    |
| Uniautónoma FC · Colombia            | 2.ª           | A-2013        | 21    | 22    | 4             | 4             | —                  | —                  | 25    | 26    |
| Uniautónoma FC · Colombia            | 1.ª           | F-2014        | 14    | 2     | 5             | 1             | —                  | —                  | 19    | 3     |
| Uniautónoma FC · Colombia            | Total club    | Total club    | 35    | 24    | 9             | 5             | 0                  | 0                  | 44    | 29    |
| América de Cali · Colombia           | 2.ª           | F-2013        | 13    | 5     | 1             | 1             | —                  | —                  | 14    | 6     |
| América de Cali · Colombia           | Total club    | Total club    | 13    | 5     | 1             | 1             | 0                  | 0                  | 14    | 6     |
| Jaguares de Córdoba · Colombia       | 1.ª           | A-2015        | 12    | 8     | 2             | 0             | —                  | —                  | 14    | 8     |
| Jaguares de Córdoba · Colombia       | Total club    | Total club    | 12    | 8     | 2             | 0             | 0                  | 0                  | 14    | 8     |
| Alianza Petrolera · Colombia         | 1.ª           | F-2015        | 16    | 5     | —             | —             | —                  | —                  | 16    | 5     |
| Alianza Petrolera · Colombia         | Total club    | Total club    | 16    | 5     | 0             | 0             | 0                  | 0                  | 16    | 5     |
| Real Cartagena · Colombia            | 2.ª           | 2016          | 30    | 13    | 3             | 1             | —                  | —                  | 33    | 14    |
| Real Cartagena · Colombia            | Total club    | Total club    | 30    | 13    | 3             | 1             | 0                  | 0                  | 33    | 14    |
| Valledupar FC · Colombia             | 2.ª           | 2017          | 21    | 7     | 6             | 4             | —                  | —                  | 27    | 11    |
| Valledupar FC · Colombia             | Total club    | Total club    | 21    | 7     | 6             | 4             | 0                  | 0                  | 27    | 11    |
| Total carrera                        | Total carrera | Total carrera | 568   | 168   | 28            | 14            | 23                 | 12                 | 619   | 194   |

### Resumen estadístico
| Competición                   | Partidos | Goles | Promedio |
| ----------------------------- | -------- | ----- | -------- |
| Primera División de Colombia  | 353      | 78    | 0.22     |
| Primera División de México    | 15       | 3     | 0.20     |
| Primera División de Argentina | 45       | 13    | 0.29     |
| Primera División del Perú     | 60       | 25    | 0.42     |
| Segunda División de Colombia  | 95       | 49    | 0.52     |
| Copa Colombia                 | 28       | 14    | 0.50     |
| Copa Libertadores             | 20       | 10    | 0.50     |
| Copa Sudamericana             | 3        | 2     | 0.67     |
| Selección Colombia Mayores    | 10       | 1     | 0.10     |
| Selección Colombia Sub-23     | 2        | 1     | 0.50     |
| Total en su carrera           | 631      | 196   | 0.31     |

### Hat-tricks
Partidos en los que anotó tres o más goles:
| 1 | 30 de agosto de 2016 | Estadio Olímpico Jaime Morón León, Cartagena | Real Cartagena - Universitario de Popayán |  | 4 - 2 | Categoría Primera B |

## Palmarés

### Torneos nacionales
| Título              | Club        | País     | Año  |
| ------------------- | ----------- | -------- | ---- |
| Torneo Finalización | Junior      | Colombia | 2004 |
| Torneo Apertura     | Junior      | Colombia | 2010 |
| Torneo Postobon I   | Uniautónoma | Colombia | 2013 |

### Distinciones individuales
| Distinción                            | Año  |
| ------------------------------------- | ---- |
| Goleador Torneo Postobon I (22 goles) | 2013 |